# Kvitt eller dubbelt
Kvitt eller dubbelt – Tiotusenkronorsfrågan var en frågesport i svensk TV som sändes för första gången 12 januari 1957. Programformatet kom från den amerikanska TV-serien The 64,000 Dollar Question och räknas som det definitiva genombrottet för TV som folknöje i Sverige. Programledare från start var Nils Erik Bæhrendtz och producent var Allan Schulman. Programformen har sedan fortsatt under decennierna i olika omgångar, från 1990-talet som integrerad del i andra underhållningsprogram som 7–9 och i tidiga 2000-talet i TV-huset.
Programmet är en av titlarna i boken Tusen svenska klassiker (2009).

## Historik

### Första åren

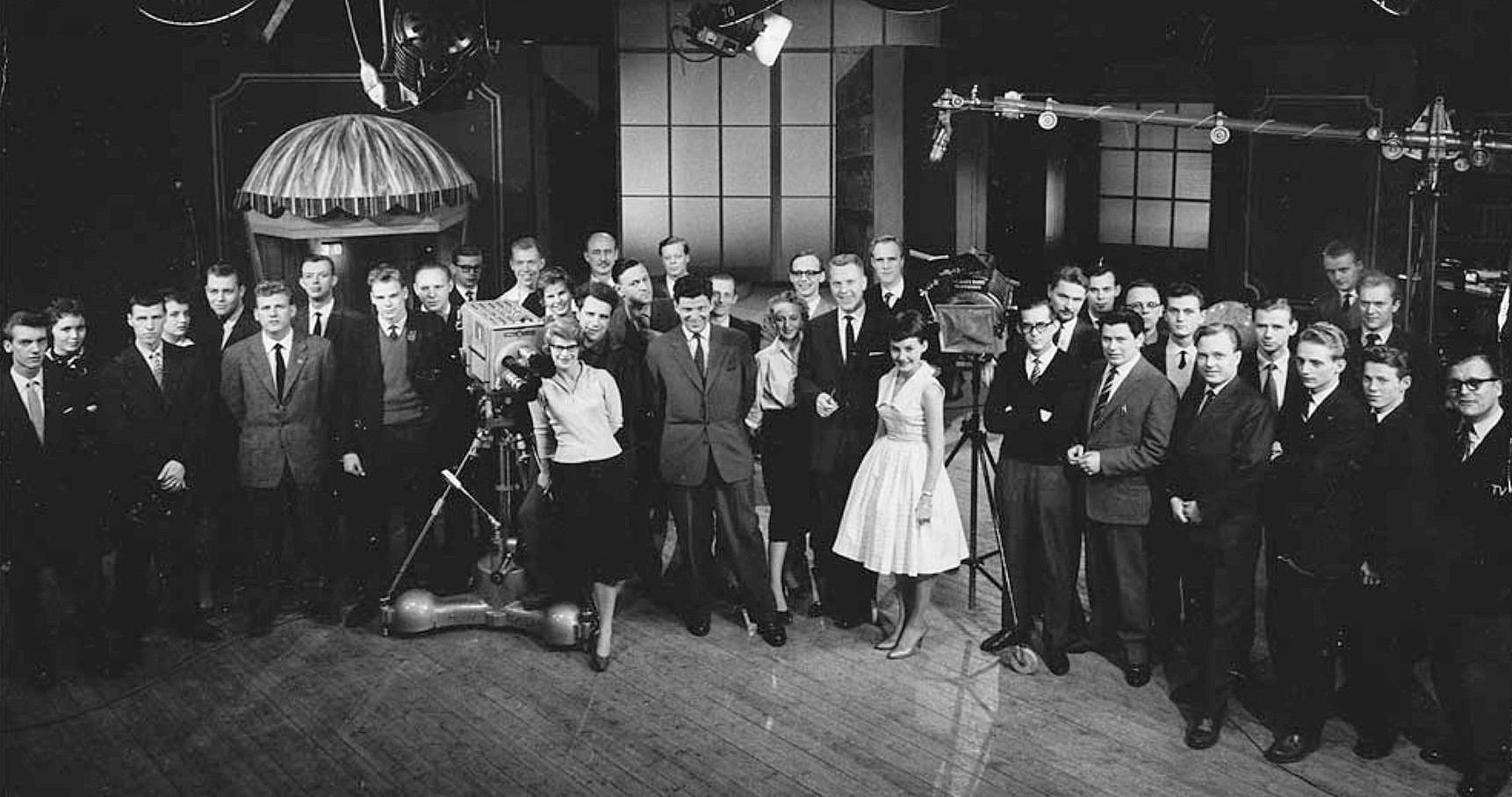
Bilden är tagen på Cirkus, Stockholm i samband med en Kvitt eller dubbelt sändning 1959. T.h. om kameran: Mona Haskel, scripta och Nils Erik Bæhrendtz.

Programmet hade från början titeln Kvitt eller dubbelt och benämndes samtidigt, som ett slags förtydligande, även Tiotusenkronorsfrågan.
I det första programmet tävlade tandläkare Harry Klein som ställde upp i ämnet arkeologi samt Ulf 'Hajen' Hannerz som tävlade i ämnet akvariefiskar. För Klein gick det inte så bra; han föll ut på 2500-kronorsfrågan efter några veckor. Men Hannerz gjorde desto bättre ifrån sig genom att vinna 10 000 kronor. På samma gång var han även med om att skapa ett bevingat ord, nämligen slamkrypare (om oriktigt eller tvetydigt formulerade frågor).
"Hajen" är en av många människor som blivit kändisar efter sin medverkan i programmet. Framgången det första året var så stor att man beslöt att komma igen med nya omgångar fram till den sista omgången 23 mars 1959. Därefter döptes tävlingen om till Utmaningen, 9 januari till 26 mars 1960, då programidén var att en ny tävlande utmanade en gammal mästare i samma ämne. Då programmet återkom den 30 september 1961 med Bengt Feldreich som programledare slopades titeln Kvitt eller dubbelt – nu hette programmet rätt och slätt Tiotusenkronors-frågan. Den säsongen tog slut 23 december 1961. Sedan blev det paus till den 2 juli 1966, då med Bo Teddy Ladberg som ny programledare (sista programmet 6 augusti samma år). I samarbete med Norge var det 10 000 kronors-duellen 1 juli – 5 augusti 1967.

### Senare år
Efter ett uppehåll gjorde Nils Erik Bæhrendtz comeback som programledare för en ny säsong, kallad Nya tiotusenkronorsfrågan, som inleddes den 22 september 1973 och med det avslutande programmet den 1 december samma år.
Nästa säsong sändes först åtta år senare 1981 med Ingvar Holm som programledare och då under namnet Kvitt eller dubbelt. Under 1980-talet producerades programmet sedan omväxlande i Malmö och Stockholm. Under denna tid var också Bi Puranen och Jan-Öjvind Swahn programledare i olika omgångar. I 1989 års omgång tävlade Johan Glans i ämnet James Bond.
När Kvitt eller dubbelt sändes på 1990-talet var det endast barn i åldrarna 9–14 år som fick delta. Under 1990-talsversionen var Claes Åkeson och Kattis Ahlström programledare och Kvitt eller dubbelt ingick som en punkt i programmet 7–9. Under 2004–2005 var programmet med som en punkt i programmet TV-huset, först med Kattis Ahlström som programledare och därefter Henrik Johnsson.
Den betänketidsmusik som användes genom nästan hela programserien är första satsen, Proclamation, ur Morton Goulds verk Spirituals for String Orchestra (1941).

## Vinnare 1957–1973/1981–1982
| Säsong | Säsong                       | Programledare       | Antal vinnare | Sändningstid      | Sändningstid     |
| Säsong | Säsong                       | Programledare       | Antal vinnare | Säsongstart       | Säsongslut       |
| ------ | ---------------------------- | ------------------- | ------------- | ----------------- | ---------------- |
|        | 1. Kvitt eller dubbelt       | Nils Erik Bæhrendtz | 6             | 12 januari 1957   | 4 maj 1957       |
|        | 2. Kvitt eller dubbelt       | Nils Erik Bæhrendtz | 10            | 10 maj 1958       | 29 juli 1958     |
|        | 3. Kvitt eller dubbelt       | Nils Erik Bæhrendtz | 5             | 3 januari 1959    | 23 mars 1959     |
|        | 4. Utmaningen                | Nils Erik Bæhrendtz | 10            | 9 januari 1960    | 26 mars 1960     |
|        | 5. Tiotusenkronorsfrågan     | Bengt Feldreich     | 8             | 30 september 1961 | 23 december 1961 |
|        | 6. Tiotusenkronorsfrågan     | Bo Teddy Ladberg    | 6             | 2 juli 1966       | 6 augusti 1966   |
|        | 7. Tiotusenkronorsduellen    | Birgitta Sandstedt  | 6             | 1 juli 1967       | 5 augusti 1967   |
|        | 8. Nya tiotusenkronorsfrågan | Nils Erik Bæhrendtz | 12            | 22 september 1973 | 1 december 1973  |
|        | 9. Kvitt eller dubbelt       | Ingvar Holm         | 12            | 31 oktober 1981   | 16 januari 1982  |

### 1. Kvitt eller dubbelt. 1957

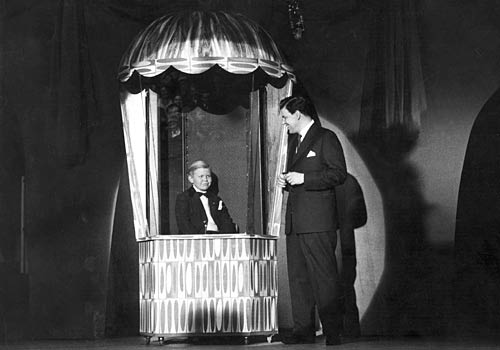
Lördag 9 februari 1957 fick svenska språket ett nytt uttryck – slamkrypare i betydelsen "diskutabel eller oriktigt formulerad fråga i frågetävling". Det var 14-åringen Ulf Hannerz som fick frågan om vilken av de visade fiskarna som hade ögonlock. Han svarade "hundfisk", vilket var oriktigt och underkändes. Domaren påstod att rätt svar skulle vara slamkrypare, vilket ifrågasattes av expertis efteråt. Detta ledde till att Hannerz fick en ny fråga som han klarade och sedan fortsatte tävla på nästa nivå.

|  | Säsongsnr. | Nr | Tävlande                  | Ämne                    |
|  | ---------- | -- | ------------------------- | ----------------------- |
|  | 1          | 1  | Ulf Hannerz, Stockholm    | Akvariefiskar           |
|  | 2          | 2  | Kjell Boman, Stockholm    | Historia                |
|  | 3          | 3  | Erik Englund, Stockholm   | Nordamerikas indianer   |
|  | 4          | 4  | Li Ekman, Stockholm       | Hästar                  |
|  | 5          | 5  | Erik Sundström, Stockholm | Svensk järnvägshistoria |
|  | 6          | 6  | Astrid Willman, Stockholm | Roms historia           |

### 2. Kvitt eller dubbelt. 1958
|  | Säsongsnr. | Nr | Tävlande                         | Ämne                             |
|  | ---------- | -- | -------------------------------- | -------------------------------- |
|  | 1          | 7  | Ulf Lövenstierne, Stockholm      | Svenska spårvägar                |
|  | 2          | 8  | Anders Björkegård, Lidköping     | Franska viner                    |
|  | 3          | 9  | Erik Rexhammar, Stockholm        | Selma Lagerlöf                   |
|  | 4          | 10 | Nils Wicksell, Stockholm         | VM-fotboll                       |
|  | 5          | 11 | Håkan Josephsson, Stockholm      | Påvedömets och påvarnas historia |
|  | 6          | 12 | Bert Lexberg, Göteborg           | Vilda västern                    |
|  | 7          | 13 | Karl Gustaf Strömbeck, Stockholm | Verdi, hans liv och hans verk    |
|  | 8          | 14 | Ernst Nathorst-Böös, Stockholm   | Svenska mynt                     |
|  | 9          | 15 | Gustav Fast, Stockholm           | Geografi                         |
|  | 10         | 16 | Karl Treard, Nora                | Bibelkännedom                    |

### 3. Kvitt eller dubbelt. 1959

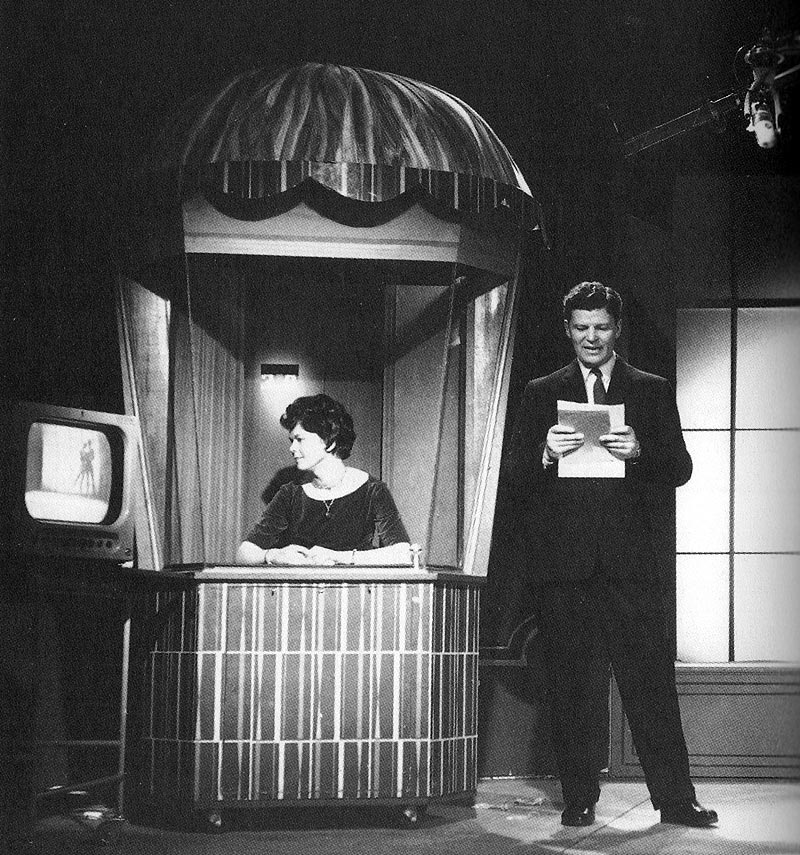
Kvitt eller dubbelt 1959. Nils Erik Bæhrendtz ställer frågor till Karin Andersson i ämnet balett.

|  | Säsongsnr. | Nr | Tävlande                   | Ämne             |
|  | ---------- | -- | -------------------------- | ---------------- |
|  | 1          | 17 | Arthur Lundblom, Stockholm | Bin              |
|  | 2          | 18 | Jens Edvardsson, Göteborg  | Svenska fåglar   |
|  | 3          | 19 | Sigfrid Bock, Pålsboda     | Astronomi        |
|  | 4          | 20 | Per Stille, Stockholm      | Örlogsfartyg     |
|  | 5          | 21 | Olle Frohm, Svanå          | Svensk skidsport |

### 4. Utmaningen. 1960
|  | Säsongsnr. | Nr | Tävlande                                        | Ämne             |
|  | ---------- | -- | ----------------------------------------------- | ---------------- |
|  | 1          | 22 | Gunnar Edin, Stockholm slog Nina Ågaard         | Grekisk mytologi |
|  | 2          | 23 | Leif Andersson, Falkenberg slog Sigge Bock      | Astronomi        |
|  | 3          | 24 | Erik Englund, Stockholm, slog Yvonne Svanström  | Indianer         |
|  | 4          | 25 | Monica Holm, Lund, slog Erik Rexhammar          | Selma Lagerlöf   |
|  | 5          | 26 | Hans Jörbeck, Stockholm, slog Jens Edvardsson   | Svenska fåglar   |
|  | 6          | 27 | Sven Englund, Stockholm, slog Håkan Josephsson  | Påvar            |
|  | 7          | 28 | Kjell Boman, Stockholm, slog E. Tyko Nilsson    | Historia         |
|  | 8          | 29 | Kaj Rogeman, Linköping, slog Anders Björkegård  | Franska viner    |
|  | 9          | 30 | Björn Mossberg, Stockholm, slog Irene Hyltgaard | Afrikas storvilt |
|  | 10         | 31 | Per Stille, Stockholm, slog Björn Olsen         | Örlogsfartyg     |

### 5. Tiotusenkronorsfrågan. 1961
|  | Säsongsnr. | Nr | Tävlande                                            | Ämne                      |
|  | ---------- | -- | --------------------------------------------------- | ------------------------- |
|  | 1          | 32 | Astrid Borger, Uttran                               | Paris                     |
|  | 2          | 33 | Sven Englund, Stockholm, slog Håkan Josephsson      | Påvar                     |
|  | 3          | 34 | Wayland Wieslander, Stockholm                       | Blåvitt Mingporslin       |
|  | 4          | 35 | Bert Lexberg, Göteborg, slog Gösta Gillberg         | Vilda Västern             |
|  | 5          | 36 | Bertel Tingström, Uppsala, slog Ernst Nathorst-Böös | Svenska mynt              |
|  | 6          | 37 | Helge Rambring, Malmö                               | Skandinaviska dagfjärilar |
|  | 7          | 38 | Alvar Lundgren, Stockholm                           | August Strindberg         |
|  | 8          | 39 | Åke Holmquist, Stockholm                            | Beethoven                 |

### 6. Tiotusenkronorsfrågan. 1966
|  | Säsongsnr. | Nr | Tävlande                                            | Ämne           |
|  | ---------- | -- | --------------------------------------------------- | -------------- |
|  | 1          | 40 | Leif Johannisson                                    | Johann Strauss |
|  | 2          | 41 | Viiveke Elenbo, Linköping                           | Egyptologi     |
|  | 3          | 42 | Anna von Ajkay, Stockholm                           | Dräkthistoria  |
|  | 4          | 43 | Lennart Dahllöf, Södertälje                         | Olympiska spel |
|  | 5          | 44 | Viktor Hagberg, Alingsås, slog Eric "Uncas" Englund | Indianer       |
|  | 6          | 45 | Leif Johannisson slog Bengt-Åke Linde               | Johann Strauss |

### 7. Tiotusenkronorsduellen i samarbete med Norge. 1967
|  | Säsongsnr. | Nr | Tävlande                                                       | Ämne              |
|  | ---------- | -- | -------------------------------------------------------------- | ----------------- |
|  | 1          | 46 | Carl Oscar In de Betou, Sverige, slog Ivar Oug, Norge          | Chopin            |
|  | 2          | 47 | Bror Jacques de Wærn, Stockholm, slog Hans Borchgrevink, Norge | Nordisk mytologi  |
|  | 3          | 48 | Viktor Hagberg, Alingsås, slog Swein E. Wilhelmsen, Norge      | Indianer          |
|  | 4          | 49 | Lennart Dahllöf, Södertälje, slog Stein Eikvåg, Norge          | Olympiska spel    |
|  | 5          | 50 | Ernst Jansson, Sverige, slog Per Lönning, Norge                | Tusen och en natt |
|  | 6          | 51 | Nils Nordberg, Norge, slog Ted Bergman, Sverige                | Sherlock Holmes   |

### 8. Nya tiotusenkronorsfrågan. 1973
|  | Säsongsnr. | Nr | Tävlande                                                     | Ämne             |
|  | ---------- | -- | ------------------------------------------------------------ | ---------------- |
|  | 1          | 52 | Lennart Dahllöf, Stockholm, slog Siewert Johansson           | Olympiska spel   |
|  | 2          | 53 | Gun Smith, Trosa                                             | Carl Larsson     |
|  | 3          | 54 | Viiveke Elenbo, Linköping, slog Kjell Fogelklou              | Egyptologi       |
|  | 4          | 55 | Mats Grudd, Mora                                             | Dan Andersson    |
|  | 5          | 56 | Alf Danielsson, Stockholm                                    | Cirkus           |
|  | 6          | 57 | Rune Svensson, Kungshamn                                     | Vikingar         |
|  | 7          | 58 | Lars-Owe Hubertsson, Olofström                               | Västindien       |
|  | 8          | 59 | Ester Marn, Brösarp                                          | H. C. Andersen   |
|  | 9          | 60 | Staffan Olander, Bjärred                                     | The Beatles      |
|  | 10         | 61 | Bert Lexberg (mästare) slog utmanaren Jan Jerring, Stockholm | Vilda Västern    |
|  | 11         | 62 | Håkan Groth, Strömsund                                       | Stockholms slott |
|  | 12         | 63 | Olof Johansson slog Torbjörn Säfve                           | Proffsboxning    |